# Oreochromis tanganicae
Oreochromis tanganicae (Günther, 1894) è un pesce d'acqua dolce appartenente alla famiglia Cichlidae.